# Eugen Schauman

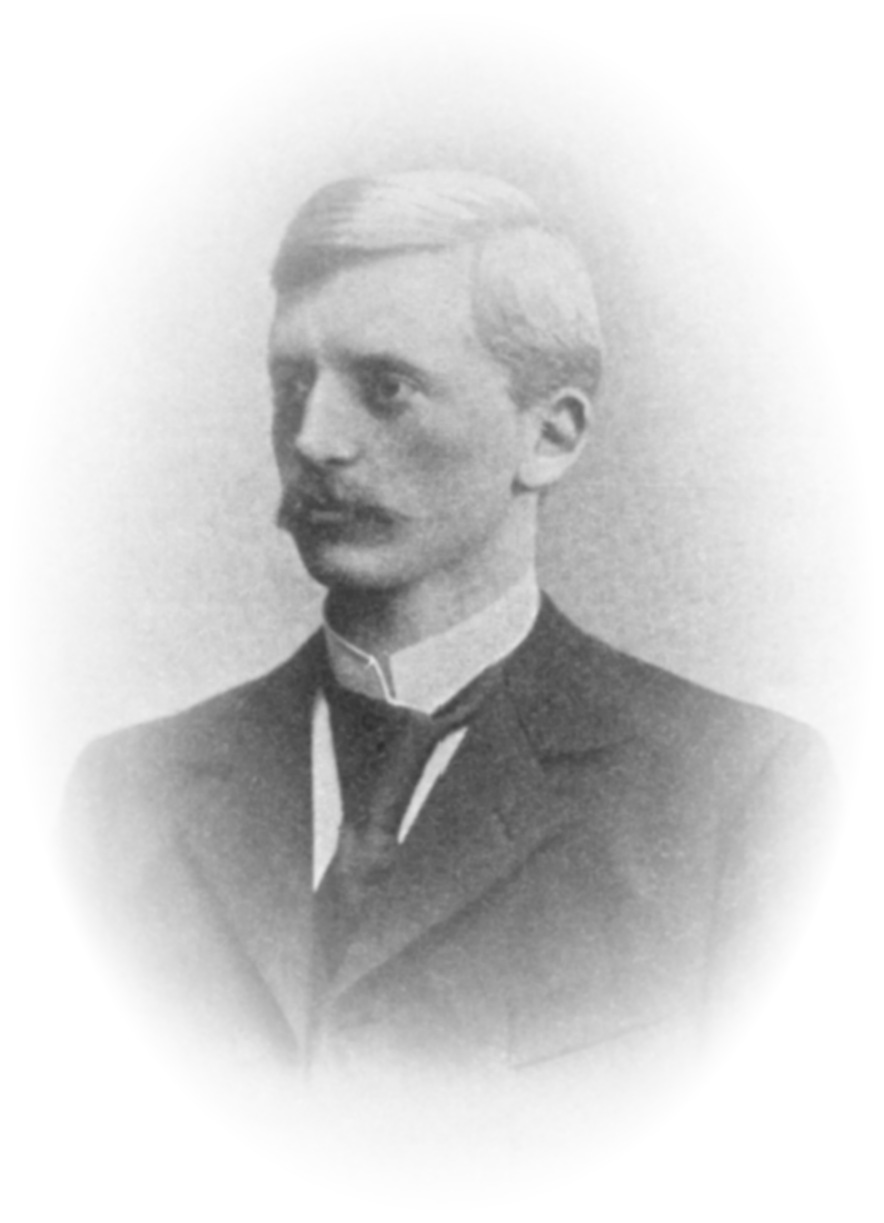
Eugen Schauman

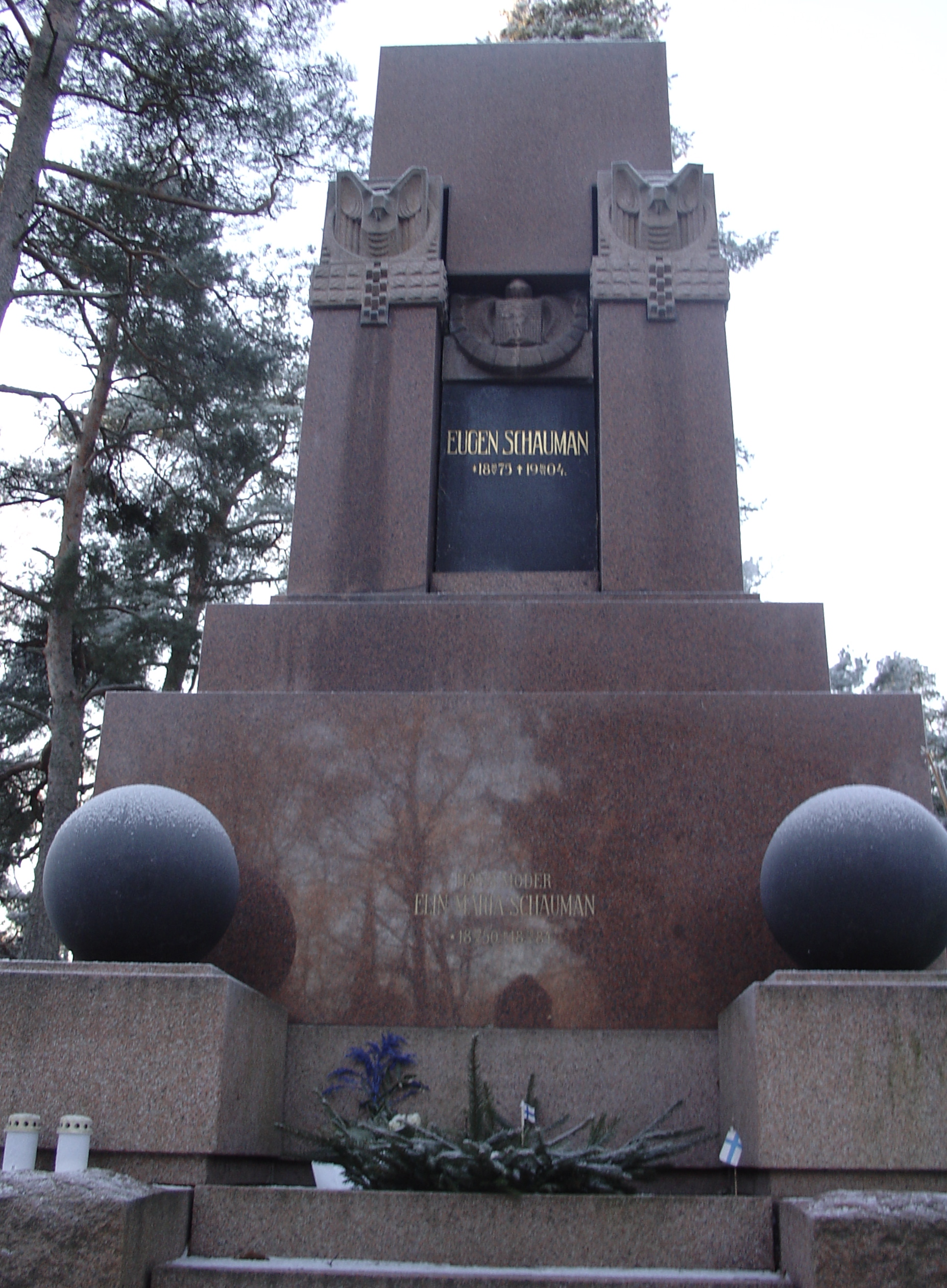
Grób Eugena Schaumana w Porvoo

Eugen Schauman (ur. 10 maja 1875 r. w Charkowie, zm. 16 czerwca 1904 w Helsinkach) – fiński nacjonalista, który zamordował generał-gubernatora Finlandii Nikołaja Bobrikowa.

## Życiorys
Urodził się w rodzinie szwedzkojęzycznych Finów. Według legendy, stał się patriotą, po tym jak jego matka czytała mu Opowieści chorążego Ståla autorstwa Johana Ludwika Runeberga, fińskiego poety narodowego. Pracował jako urzędnik w Senacie i jednocześnie organizował kursy strzeleckie dla studentów.

## Zamach
Nikołaj Bobrikow został generałem-gubernatorem Finlandii w 1898 roku. Za jego rządów rozpoczęła się rusyfikacja Finlandii, która polegała m.in. na wprowadzeniu praw rosyjskich bez porozumienia z fińską administracją, zastępowaniu języka fińskiego przez język rosyjski w administracji publicznej i likwidacji armii fińskiej. Bobrikow był za to powszechnie znienawidzony.
Kiedy Bobrikow przybył 16 czerwca 1904 roku do Senatu, Schauman strzelił do niego trzy razy, następnie dwukrotnie do siebie. Schauman zginął na miejscu, a Bobrikow został zoperowany przez Richarda Faltina, ale nazajutrz rano zmarł w szpitalu. W liście pożegnalnym zamachowiec napisał, że akt ten był karą za politykę gubernatora.
Schauman został pochowany w nieoznakowanym grobie w Helsinkach. Później jego szczątki przeniesiono do rodzinnego grobowca w Porvoo, gdzie postawiono mu pomnik.